# Goliathkäfer
Die Goliathkäfer (Goliathus) stellen eine Gattung von Käfern aus der Unterfamilie der Rosenkäfer (Cetoniinae) dar. Benannt wurden sie nach Goliat, einem legendären riesigen Krieger der Philister aus dem Tanach.

## Beschreibung
Goliathkäfer können bis zu zehn Zentimeter Länge erreichen. Die Färbung des Chitin-Panzers variiert je nach Art. Goliathus orientalis ist weiß mit schwarzem Gitternetzmuster auf den Flügeldecken (Elytren) und einigen schwarzen Flecken und Streifen auf dem Thorax. Goliathus goliatus hat dunkel rotbraune Flügeldecken. Der Thorax ist schwarz mit einigen dünnen weißen Längsstreifen. Der Kopf ist mit einem kleinen Fortsatz verlängert, auf dem sich bei Männchen ein gegabeltes Horn befindet. Die Fühler sind sehr kurz und verdicken sich am Ende zu einer Keule.

## Verbreitung
Die Käfer sind in West- und Zentralafrika beheimatet, wo sie tropische Regenwälder und Baumsavannen bewohnen. Die nachtaktiven Tiere sitzen meist an den Stämmen und Ästen verschiedener Bäume, von deren Säften sie sich ernähren. Tote Käfer sind bei Sammlern sehr beliebt und erzielen hohe Preise auf dem Markt. Die Larven sind mit bis zu 15 Zentimetern Länge sehr große Verwandte der uns bekannten Engerlinge. Sie leben in und von Totholz. Diese großen Engerlinge werden in Zentralafrika von der Bevölkerung als Eiweißlieferanten in der Nahrung sehr geschätzt. Nach der Verpuppung schlüpfen binnen vier Wochen die Käfer und leben dann noch ungefähr drei Monate.

## Systematik
Es gibt fünf Arten von Goliathkäfern, von denen teilweise verschiedene Unterarten und Formen beschrieben wurden.
- Goliathus goliatus (Linnaeus, 1771)
- Goliathus albosignatus Boheman, 1857
- Goliathus regius Klug, 1835
- Goliathus cacicus (Voet, 1779)
- Goliathus orientalis Moser,  1909

Daneben gibt es an der Elfenbeinküste noch eine Naturhybride von Goliathus regius und Goliathus cacicus, die als Goliathus atlas (Nickerl, 1887) bezeichnet wird und nach ihrem Ursprung keine Art, sondern ein Klepton (Partizip neutrum zu griechisch κλέπτω klepto „stehlen“) ist.